# Pembrokeshire-Coast-Nationalpark
Der Pembrokeshire-Coast-Nationalpark (walisisch: Parc Cenedlaethol Arfordir Penfro) ist ein Nationalpark entlang der Küste von Pembrokeshire in Wales. Er ist der einzige Nationalpark in Großbritannien, der hauptsächlich an der Küste liegt. Er ist bekannt für große Brutkolonien vieler Seevogelarten.

## Aufbau des Parks
Den Park mit einer Gesamtfläche von 620 km² gibt es seit 1952. Er wird in vier Bereiche gegliedert:
1. den südlichen Teil, zu welchem auch die Insel Caldey gehört
2. das Gebiet um den Daugleddau, östlich von Neyland
3. Haverfordwest sowie der westliche Teil der Grafschaft mit der St. Brides Bay und den Inseln, wie Grassholm, Skokholm und Skomer
4. die Preseli Hills im Norden von Pembrokeshire. Die Bereiche werden durch den Pembrokeshire Coast Path verbunden.

Ein bekanntes Naturphänomen ist die in der Meerenge zwischen Küste und der vorgelagerten Insel Ramsey entstehende Gezeitenwelle, die sogenannte Bitches. Sie tritt abhängig vom Gezeitenhub alle 12,5 Stunden auf und kann mit einem Kajak oder einem Surfbrett gesurft werden.

## Pembrokeshire Coast Path
Der Pembrokeshire Coast Path ist ein Wanderweg. Der Weg führt von St. Dogmaels im Westen bis nach Saundersfoot im Osten von Pembrokeshire. Der Wanderweg führt auf großteils gut instandgehaltenen Pfaden fast immer direkt an der Küste entlang. Für die Begehung sind zwölf Tage angesetzt, es können auch einzelne Teil-Etappen begangen werden. Entlang des Coast Path finden sich Campingplätze, Bed & Breakfast-Unterkünfte und Jugendherbergen.

## Touristeninformationen und Sehenswürdigkeiten
Es gibt 13 Informationszentren im und um den Park.
Historische Attraktionen im Park sind die saisonal geöffneten:
- Castell Henllys, Eisenzeit-Fort, mit Nachbauten in der Nähe von Newport.
- Carew Castle & Tidal Mill (Gezeitenmühle), bei Carew in der Nähe von Pembroke.
- Upton Castle gardens, in der Nähe von Pembroke.

## Küstenansichten von Nord nach Süd

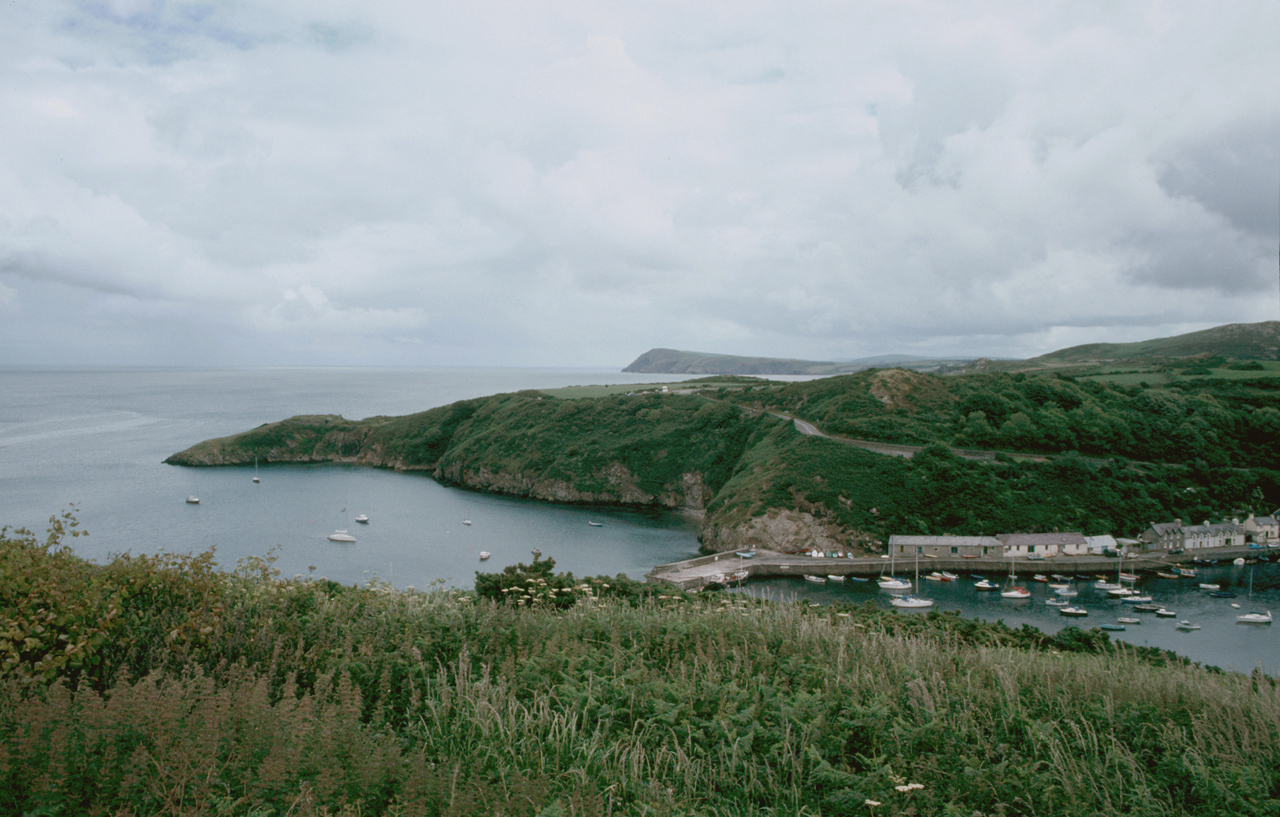
Fishguard - Lower Town
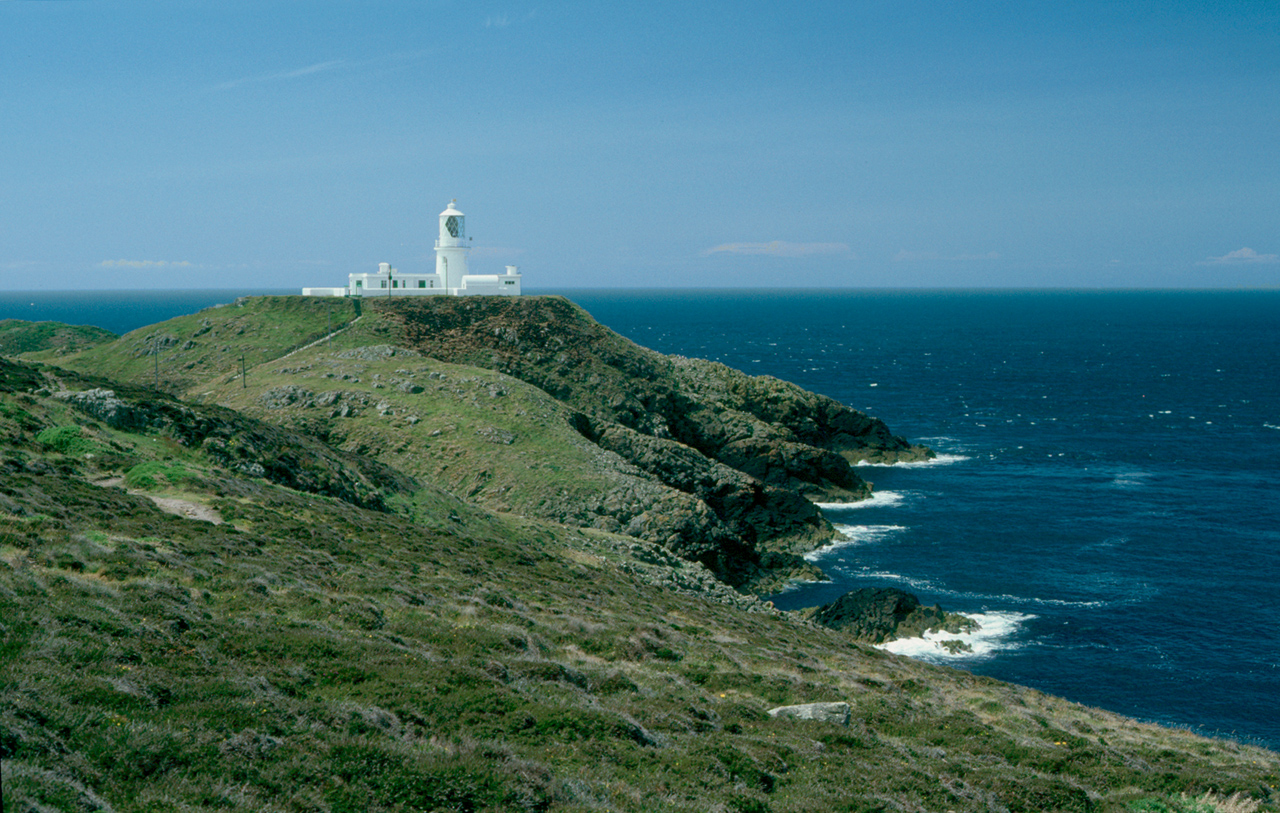
Strumble Head
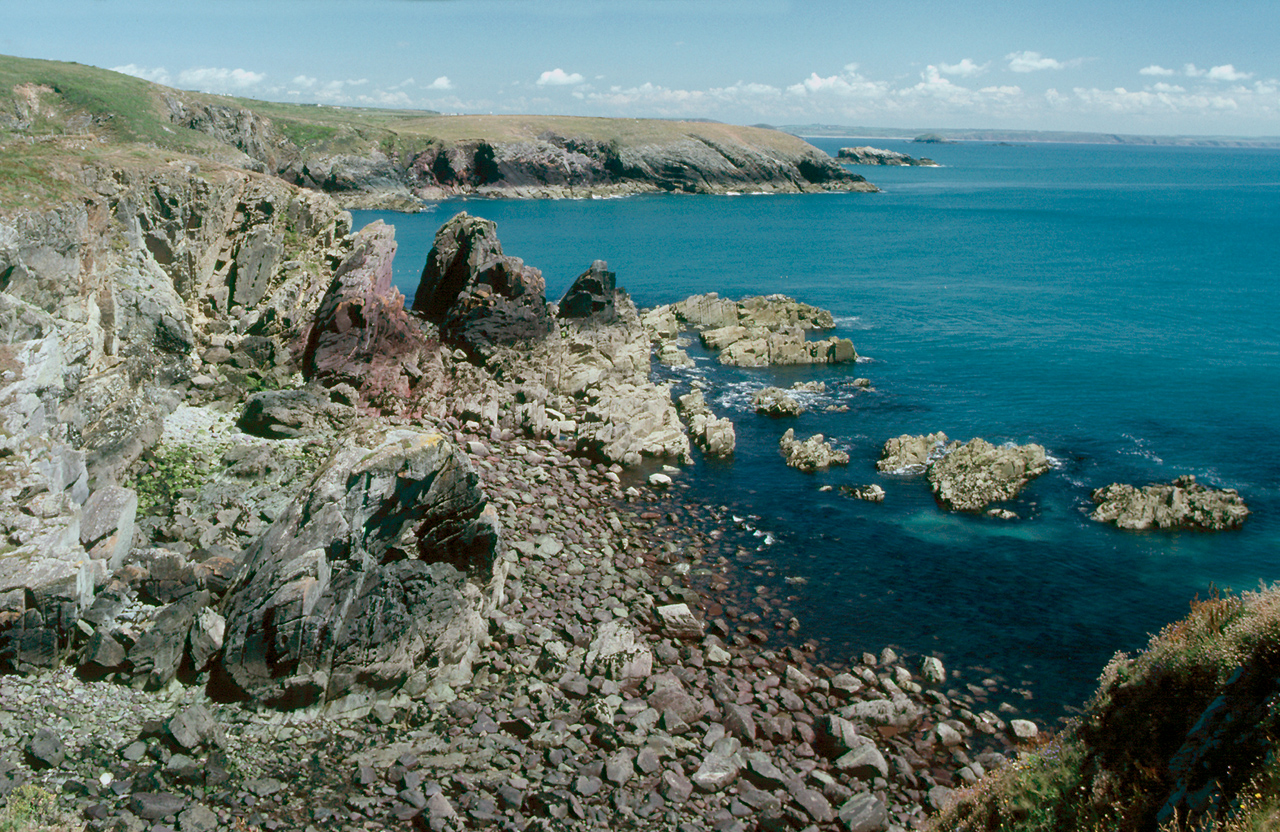
Steilküste bei St. David's
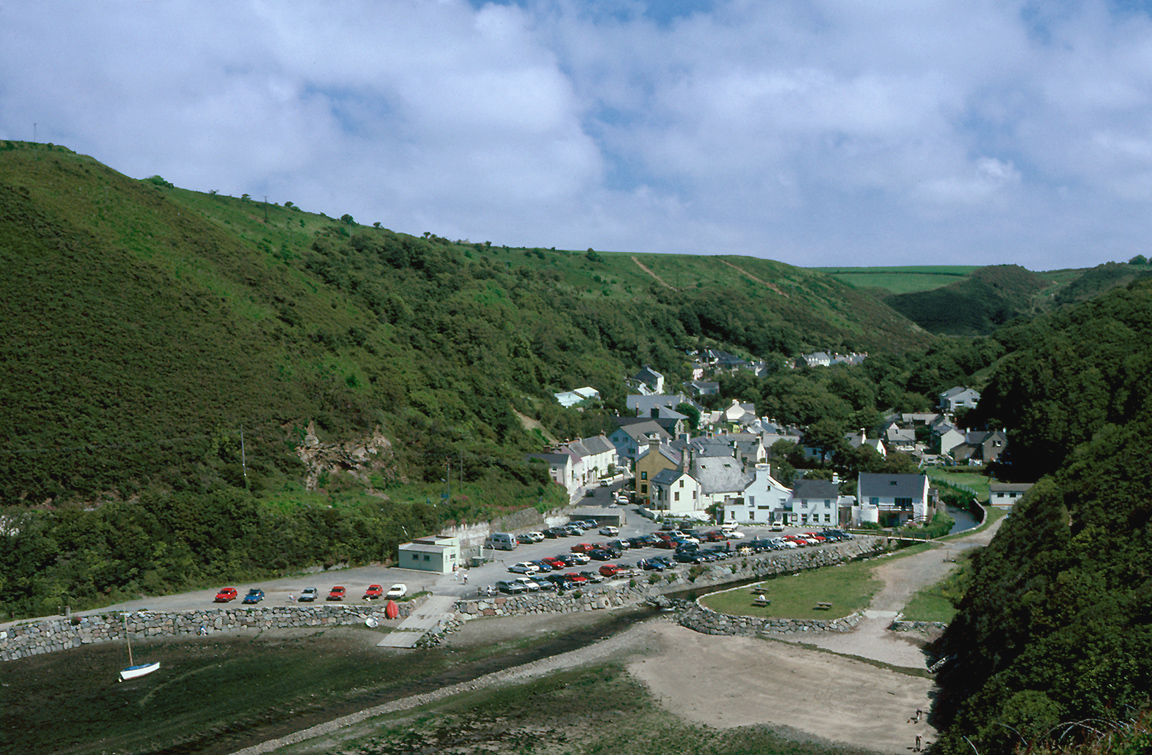
Solva
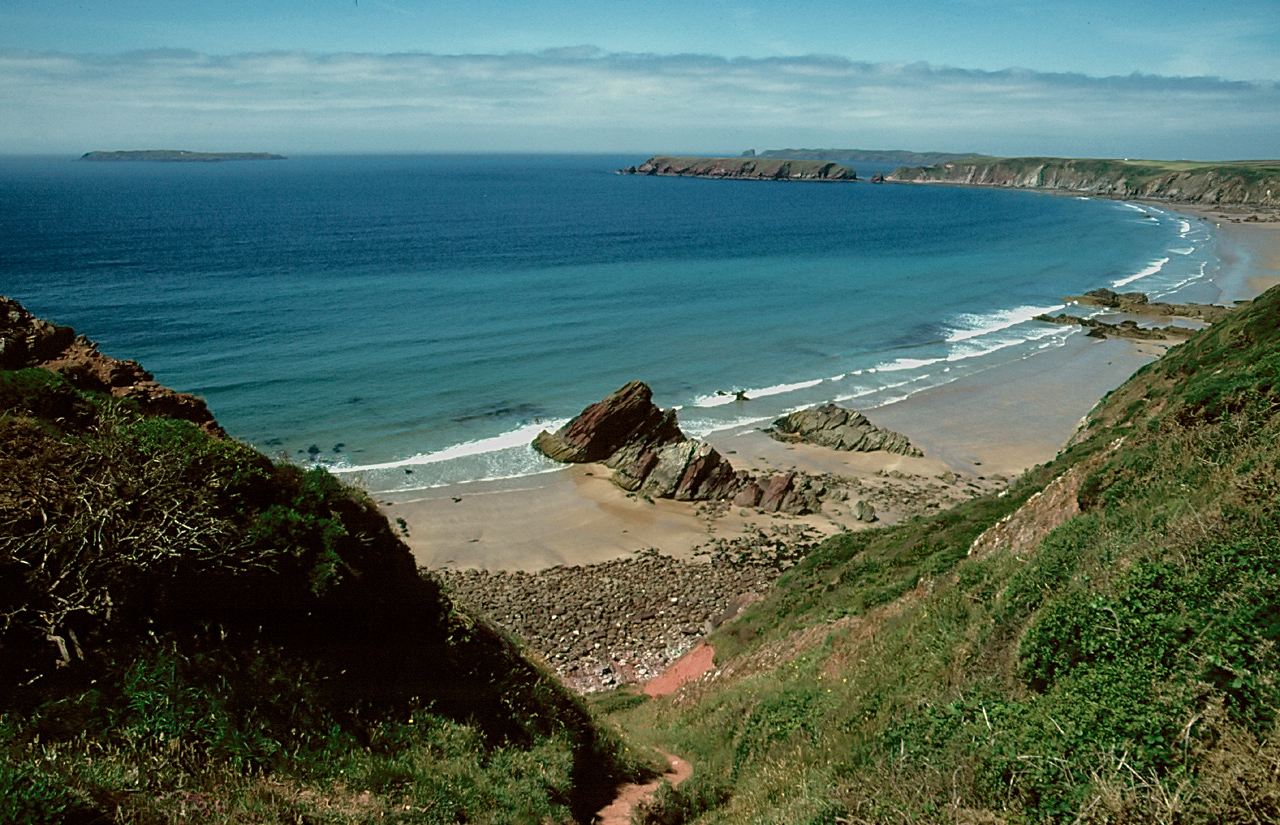
Marloes Sands
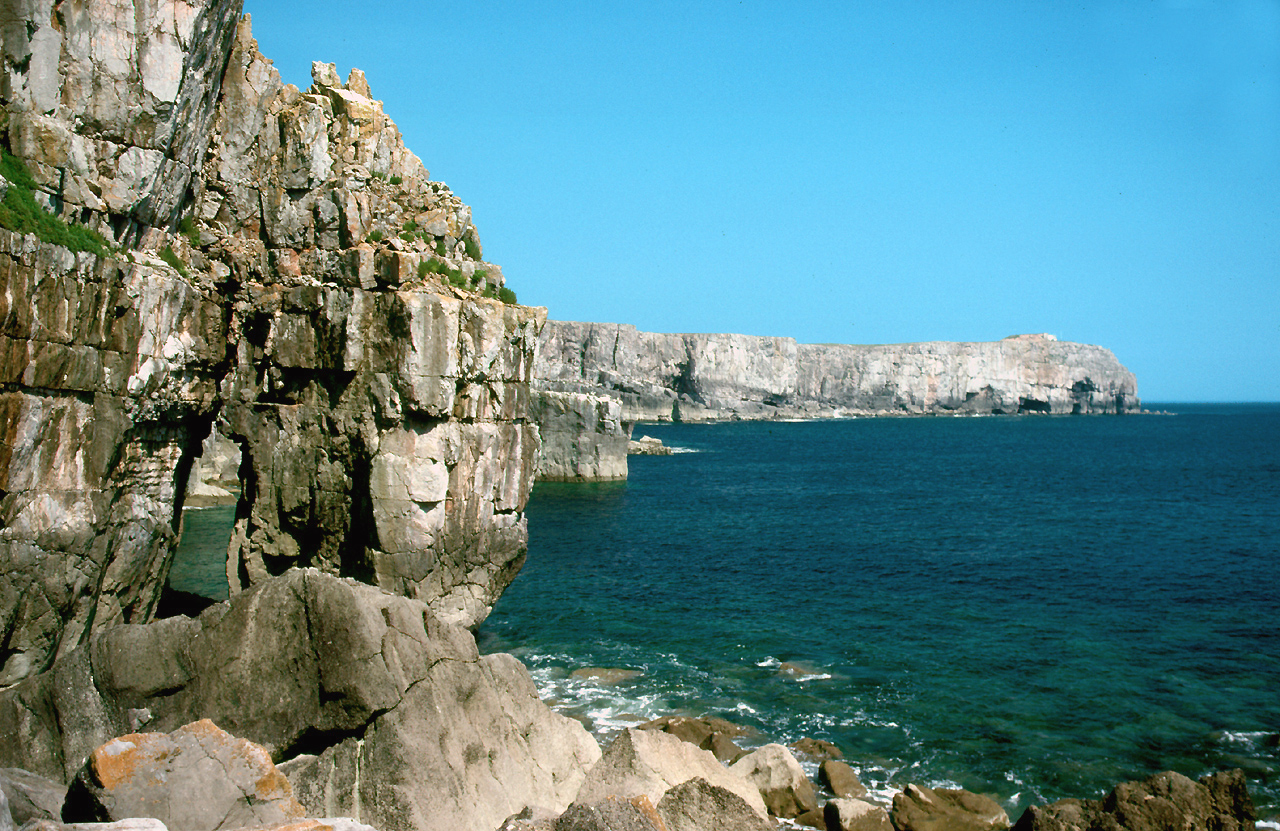
St. Govan's Head
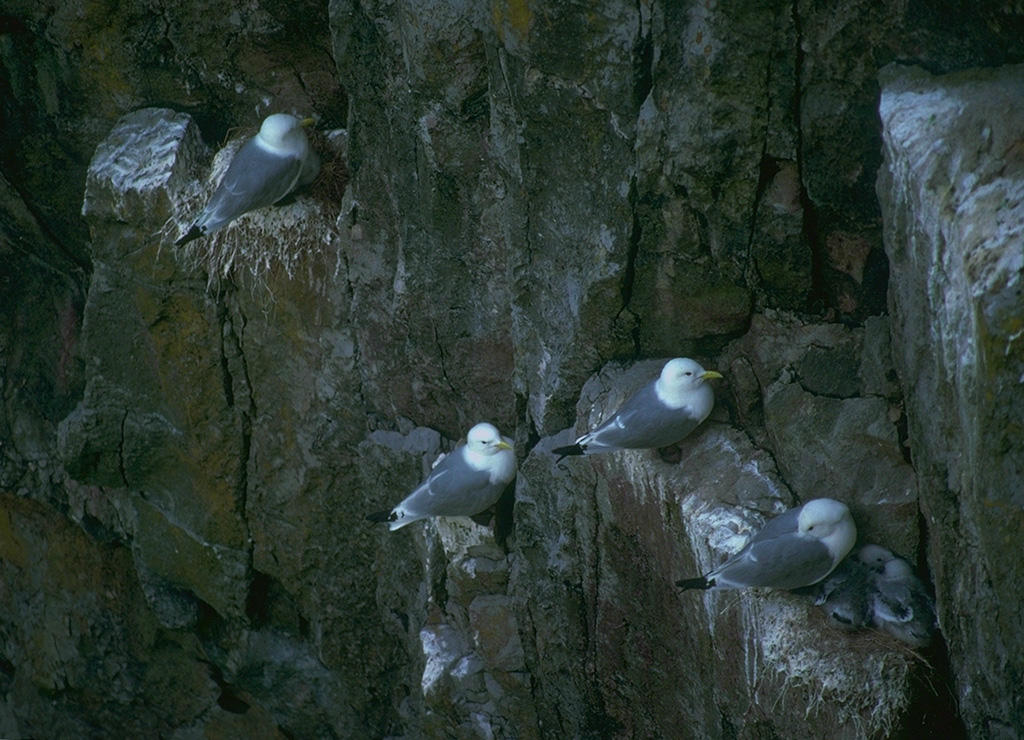
Dreizehenmöwen nisten an der Steilküste
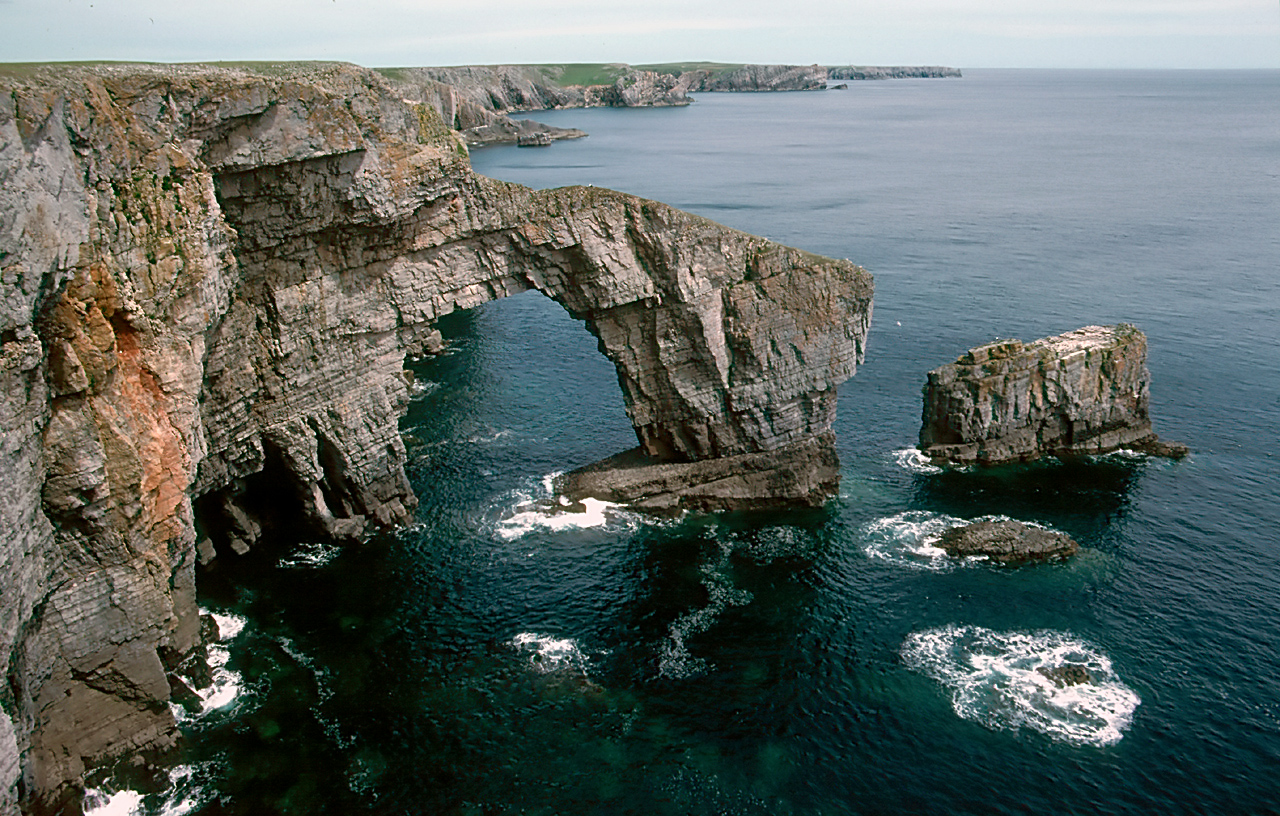
Green Bridge of Wales